# Ventajas de viajar en tren
Ventajas de viajar en tren is een Spaanse film uit 2019, geregisseerd door Aritz Moreno. De film is gebaseerd op het gelijknamige boek van de schrijver Antonio Orejudo.

## Verhaal
Redacteur Helga Pato heeft haar man laten opnemen in een psychiatrische kliniek in het noorden van het land. Op de weg terug in de trein ontmoet ze psychiater Ángel Sanagustín. Hij vertelt haar over zijn onderzoek naar het ergste klinische geval dat hij ooit is tegengekomen, dat van Martin Urales de Úbeda. Tijdens een tussenstop verlaat Ángel kort de trein, maar komt te laat terug. Hij mist de trein, maar heeft zijn dossier met verhalen achtergelaten. Helga raakt gefascineerd door de verhalen, en besluit Ángel te gaan opzoeken. Ze ontdekt dat de realiteit over Sanagustín en Martín nog gevaarlijker is dan ze zich kon voorstellen.

## Rolverdeling
| Acteur                 | Personage              |
| ---------------------- | ---------------------- |
| Luis Tosar             | Martín Urales de Úbeda |
| Pilar Castro           | Helga Pato             |
| Ernesto Alterio        | Ángel Sanagustín       |
| Quim Gutiérrez         | Emilio                 |
| Belén Cuesta           | Amelia Urales de Úbeda |
| Macarena García        | Rosa                   |
| Javier Godino          | Cristóbal de la Hoz    |
| Javier Botet           | Gárate                 |
| Stéphanie Magnin Vella | Doctora Linares        |
| Gilbert Melki          | Leandro Cabrera        |
| Ramón Barea            | Padre de Martín        |
| Iñake Irastorza        | Madre de Martín        |
| Alberto San Juan       | W                      |

## Ontvangst

### Recensies
Op Rotten Tomatoes geeft 100% van de 5 recensenten de film een positieve recensie, met een gemiddelde score van 7/10.

### Prijzen en nominaties
De film won 2 prijzen en werd voor 19 andere genomineerd. Een selectie:
| Jaar | Prijs                                   | Categorie                  | Genomineerde               | Resultaat   |
| ---- | --------------------------------------- | -------------------------- | -------------------------- | ----------- |
| 2020 | Premios Goya (34ste uitreiking)         | Beste bewerkt scenario     | Javier Gullón              | Genomineerd |
| 2020 | Premios Goya (34ste uitreiking)         | Beste debuterend regisseur | Aritz Moreno               | Genomineerd |
| 2020 | Premios Goya (34ste uitreiking)         | Beste artdirector          | Mikel Serrano              | Genomineerd |
| 2020 | Premios Goya (34ste uitreiking)         | Beste grime en haarstijl   | Karmele Soler, Olga Cruz   | Genomineerd |
| 2020 | Europese Filmprijzen (33ste uitreiking) | Beste filmkomedie          | Ventajas de viajar en tren | Genomineerd |